# Андерсонвил (Охајо)
Андерсонвил (енгл. Andersonville) насељено је место без административног статуса у америчкој савезној држави Охајо.

## Демографија
По попису из 2010. године број становника је 779.
| Група             | 2000.    | 2010.       |
| Белци             | 0 (0,0%) | 738 (94,7%) |
| Афроамериканци    | 0 (0,0%) | 15 (1,9%)   |
| Азијати           | 0 (0,0%) | 3 (0,4%)    |
| Хиспаноамериканци | 0 (0,0%) | 13 (1,7%)   |
| Укупно            | 0        | 779         |